# Vilnius (condado)
Nota linguística: Não confundir grafystė (condado) com apskritis (divisão administrativa)..
Vilnius, Vílnius ou Vilna (Vilniaus apskritis) é um apskritis da Lituânia. Sua capital é a cidade de Vilnius.